# Marilyn Horne
Marilyn Horne (* 16. ledna 1934) je americká operní pěvkyně – mezzosopranistka.
Narodila se v Bradfordu v Pensylvánii a od jedenácti vyrůstala v Kalifornii. Od třinácti působila ve sboru Rogera Wagnera a během středoškolských studií zpívala v kostele. Studovala na Univerzitě Jižní Kalifornie, jejími učiteli byli William Vennard a Gwendolyn Koldofsky. Rovněž se účastnila kurzů Lotte Lehmannové. První profesionální zakázku dostala v roce 1954 ve filmu Carmen Jones, v němž dabovala pěvecké party herečky Dorothy Dandridgeové. Téhož roku vystupovala ve Smetanově Prodané nevěstě v Los Angeles.
Na pozvání Igora Stravinského krátce působila v Evropě, vystupovala například ve Vojckovi od Albana Berga u příležitosti otevření nového operního domu v německém Gelsenkirchenu. V roli pokračovala i po návratu do USA, kdy operu uváděla Sanfranciská opera. V roce 1969 hrála ve Stravinského opeře Oedipus rex v La Scala v Miláně; téhož roku vystupovala v Rossiniho Obléhání Korintu. Roku 1970 poprvé vystupovala v newyorské Metropolitní opeře v Belliniho Normě. Aktivní kariéru ukončila v roce 1999 vystoupením v chicagském Symphony Center.
V roce 1983 vydala ve spolupráci s Jane Scovellovou autobiografickou knihu My Life, v roce 2004 pak pokračování Marilyn Horne: The Song Continues. V letech 1997 až 2018 působila na Music Academy of the West v Santa Barbaře. Od roku 2017 se v jejím rodném městě nachází její muzeum.